# Zákon zachování hmotnosti

Ilustrace zákona zachování hmotnosti na příkladu hoření metanu. Celková hmotnost látek po reakci je stejná jako hmotnost látek před ní.

Zákon zachování hmotnosti roku 1758 jako první definoval ruský chemik Michail Vasiljevič Lomonosov a nezávisle na něm v letech 1774–1777 francouzský chemik Antoine Laurent Lavoisier.

## Znění zákona
V uzavřené soustavě se součet hmotností látek, které vstupují do reakce, rovná součtu hmotností látek, které reakcí vznikají.
Lomonosov jako první vystihl, že při chemických reakcích platí i zákon zachování energie. Po něm přezkoumali a dokázali platnost zákona hmotnosti a energie i další vědci.

## Omezení
Při jaderných reakcích dochází k přeměně hmoty na energii a obráceně podle vzorce E=mc².